# Phylogenetisches Symposium
Das Phylogenetische Symposium ist eine ursprünglich deutschsprachige, inzwischen internationale Tagung, die sich mit grundlegenden Fragen zur Evolutionsbiologie befasst. Es ist ein informelles Treffen vorwiegend deutschsprachiger Evolutionsbiologinnen und Evolutionsbiologen und auswärtiger Gäste, das an wechselnden Orten auf Einladung der jeweils Ortsansässigen stattfindet. Rahmenthema und Tagungsort werden auf jedem Treffen vom Plenum der Teilnehmenden für das folgende bzw. möglichst schon das übernächste Jahr festgelegt. Dieses Procedere wurde 1982 auf dem 25. Phylogenetischen Symposium beschlossen und 2008 auf dem 50. Symposium erneuert. Die Phylogenetischen Symposien sind in erster Linie Diskussionsforen. Daher wird nur eine überschaubare Zahl von Rednern eingeladen, und das Programm lässt Zeit für ausführliche Diskussion über aktuelle Probleme, Konzepte und Forschungsansätze.

## Die Phylogenetischen Symposien
| Treffen | Ort                              | Datum            | Thema                                                                                |
| ------- | -------------------------------- | ---------------- | ------------------------------------------------------------------------------------ |
| 1.      | Hamburg                          | 1956             | Genetik und Evolution                                                                |
| 2.      | Kiel                             | 22.–23.2.1958    | Moderne Probleme der Systematik                                                      |
| 3.      | Gießen                           | 29.–30.11.1958   | Trends in der Evolution                                                              |
| 4.      | Bremen                           | 28.–29.11.1959   | Ontogenie und Phylogenie                                                             |
| 5.      | Frankfurt am Main                | 26.–27.11.1960   | Parallelbildungen und Stammesgeschichte                                              |
| 6.      | Kiel                             | 2.–3.12.1961     | Präadaptation, Speziation, Adaptation                                                |
| 7.      | Hamburg                          | 1.–2.12.1962     | Probleme der Metamerie des Kopfes                                                    |
| 8.      | Marburg                          | 30.11.–1.12.1963 | Monophylie und Polyphylie                                                            |
| 9.      | Hamburg                          | 28.–29.11.1964   | Polymorphismus                                                                       |
| 10.     | Frankfurt am Main                | 27.–28.11.1965   | Tiergeographie und Evolution                                                         |
| 11.     | Kiel                             | 26.–27.11.1966   | Phylogenetische Methoden außerhalb der Morphologie                                   |
| 12.     | Hannover                         | 2.–3.12.1967     | Speziesdifferenzierung                                                               |
| 13.     | Hamburg                          | 30.11.–1.12.1968 | Ethologische Aspekte der Evolution                                                   |
| 14.     | Frankfurt am Main                | 29.–30.11.1969   | Cytologie und Evolution                                                              |
| 15.     | Erlangen                         | 28.–29.11.1970   | Das Archicoelomatenproblem                                                           |
| 16.     | Freiburg im Breisgau             | 27.–28.11.1971   | Introgression, Hybrid Belts und Biospezies-Konzept                                   |
| 17.     | Frankfurt am Main                | 2.–3.12.1972     | Analogie, Konvergenz und Parallelbildung                                             |
| 18.     | Hamburg                          | 1.–2.12.1973     | Evolutiver Wandel in Zusammenhang mit dem Pleistozän                                 |
| 19.     | Erlangen                         | 30.11.–1.12.1974 | Probleme des Sexualdimorphismus                                                      |
| 20.     | Hamburg                          | 28.–30.11.1975   | Co-Evolution                                                                         |
| 21.     | Göttingen                        | 27.–28.11.1976   | Arthropoden-Phylogenie                                                               |
| 22.     | Karlsruhe                        | 26.–27.11.1977   | Das evolutive Plateau Säugetier                                                      |
| 23.     | Mainz                            | 2.–3.12.1978     | Karyotypen und Evolution                                                             |
| 24.     | Freiburg im Breisgau             | 1.–2.12.1979     | Rekapitulation                                                                       |
| 25.     | Hamburg                          | 19.–21.11.1982   | Phylogenetische Systematik – Fortschritte und Grenzen der Anwendbarkeit              |
| 26.     | Berlin (West), Freie Universität | 25.–27.11.1983   | Artbegriff und Artbildung in zoologischer, botanischer und paläontologischer Sicht   |
| 27.     | Bielefeld                        | 30.11.–2.12.1984 | Konkurrenz und Nischentheorie                                                        |
| 28.     | Tübingen                         | 29.11.–1.12.1985 | Genetische Variabilität                                                              |
| 29.     | Kiel                             | 28.–30.11.1986   | Kanalisierende Prozesse in der Ontogenese und ihre Bedeutung für die Evolution       |
| 30.     | Neuchâtel (Schweiz)              | 27.–29.11.1987   | Makroevolution                                                                       |
| 31.     | Freiburg im Breisgau             | 25.–27.11.1988   | Homologie                                                                            |
| 32.     | Bremen                           | 1.–3.12.1989     | Parallelevolution und Konvergenz                                                     |
| 33.     | Amsterdam (Niederlande)          | 30.11.–2.12.1990 | Die Ontogenese von Merkmalen                                                         |
| 34.     | Hamburg                          | 13.–15.12.1991   | Evolution – Zwang und Zufall                                                         |
| 35.     | Berlin, Freie Universität        | 26.–28.11.1993   | Fortschritte in der Arbeit am Phylogenetischen System                                |
| 36.     | Innsbruck (Österreich)           | 25.–27.11.1994   | Phylogenie der Spiralia                                                              |
| 37.     | Bonn                             | 24.–26.11.1995   | Molekulare versus nicht-molekulare Merkmale in der Phylogenetik                      |
| 38.     | Gießen                           | 22.–24.11.1996   | Speziation und ökologische Differenzierung                                           |
| 39.     | Osnabrück                        | 21.–23.11.1997   | Evolution der Chordaten                                                              |
| 40.     | Berlin, Museum für Naturkunde    | 20.–22.11.1998   | Paläontologie und Ontogenie                                                          |
| 41.     | Wien (Österreich)                | 19.–21.11.1999   | Großsystematik – Homologien und Konvergenzen                                         |
| 42.     | Hamburg                          | 24.–26.11.2000   | Phylogenie und Ökologie                                                              |
| 43.     | Bielefeld                        | 23.–25.11.2001   | Herkunft und Evolution der Arthropoden                                               |
| 44.     | Bonn                             | 22.–24.11.2002   | Adaptive Radiation                                                                   |
| 45.     | München                          | 21.–23.11.2003   | Paraphylie – 50 Jahre nach Hennig                                                    |
| 46.     | Jena                             | 19.–21.11.2004   | Evolutionäre Entwicklungsbiologie – neue Herausforderungen an das Homologiekonzept?  |
| 47.     | Göttingen                        | 19.–20.11.2005   | Der Stellenwert der Morphologie in der heutigen Phylogenese-Rekonstruktion           |
| 48.     | Dresden                          | 25.–26.11.2006   | Historische Biogeographie                                                            |
| 49.     | Frankfurt am Main                | 24.–25.11.2007   | Ursprung der Vielzelligkeit                                                          |
| 50.     | Hamburg                          | 21.–23.11.2008   | Phylogenetische Systematik, Integrative Wissenschaft?                                |
| 51.     | Braunschweig                     | 21.–22-11.2009   | Darwin’s Origin of Species- im Lichte heutiger Forschungen                           |
| 52.     | München                          | 20.–21.11.2010   | Quo vadis, Taxonomie?                                                                |
| 53.     | Bern (Schweiz)                   | 18.–20.11.2011   | Evolution der Chordata – neue Daten, neue Erkenntnisse?                              |
| 54.     | Greifswald                       | 23.–25.11.2012   | Kladogramme und evolutive Szenarien – wer kann wen testen? In memoriam Günther Osche |
| 55.     | Oldenburg                        | 22.–24.11.2013   | The time for phylogenetics, inferring and applying timetrees in biology              |
| 56.     | Hamburg                          | 21.–22.11.2014   | Peter Ax und die Phylogenetische Systematik                                          |
| 57.     | Rostock                          | 20.–22.11.2015   | Endless forms most beautiful – die Rolle der Morphologie in der Evolutionsbiologie   |
| 58.     | Leipzig                          | 18.–20.11.2016   | Evolution meets Ecology                                                              |
| 59.     | Berlin, Museum für Naturkunde    | 17.–19.11.2017   | Phylogeny in the post-genomic era                                                    |
| 60.     | Tübingen                         | 23.–25.11.2018   | Funktionsmorphologie und Bionik                                                      |
| 61.     | Göttingen                        | 22.–24.11.2019   | Reticulate Evolution                                                                 |
| 62.     | Bonn                             | 18.–20.11.2022   | Macroevolutionary Dynamics                                                           |
| 63.     | Greifswald                       | 24.–26.11.2023   | Species concepts and Speciation                                                      |
| 64.     | Jena                             | 22.–24.11.2024   | Deconstructing Haeckel's Biogenetic Law                                              |